# Marija Sergejewna Sawinowa

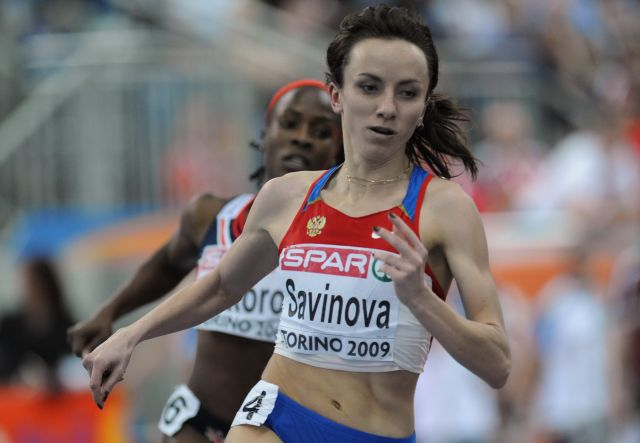
Marija Sawinowa bei den Halleneuropameisterschaften 2009

Marija Sergejewna Sawinowa (russisch Мария Сергеевна Савинова, engl. Transkription Mariya Savinova; * 13. August 1985 in Tscheljabinsk) ist eine russische Mittelstreckenläuferin, die sich auf die 800-Meter-Strecke spezialisiert hat.

## Leben
2009 errang Sawinowa die Goldmedaille bei den Halleneuropameisterschaften in Turin und wurde Fünfte bei den Weltmeisterschaften in Berlin. Im Jahr darauf gewann sie sowohl bei den Hallenweltmeisterschaften in Doha wie auch bei den Europameisterschaften in Barcelona Gold. 2009 wurde sie Russische Meisterin im Freien, 2009 und 2010 in der Halle. Bei den Weltmeisterschaften 2011 in Daegu gewann Sawinowa die Goldmedaille über 800 Meter und wurde am Ende der Saison zu Europas Leichtathletin des Jahres gewählt. 2012 gewann sie die Goldmedaille bei den Olympischen Spielen in London.
Marija Sawinowa wird von Wladimir Kasarin trainiert und startet für den Verein Dinamo. Sie ist seit dem 10. September 2010 mit dem Mittelstreckenläufer Alexei Farnosow verheiratet.
In einem am 3. Dezember 2014 von der ARD ausgestrahlten Bericht von Hajo Seppelt zu Dopingpraktiken in Russland berichtete Sawinowa per Handy-Video über die Einnahme von Dopingmitteln, u. a. von Oxandrolon. Danach untersuchte eine Kommission der Welt-Anti-Doping-Agentur (WADA) die Vorwürfe. Im November 2015 legte die Kommission ihren Bericht vor und empfahl, Sawinowa lebenslang zu sperren. Am 9. November 2015 wurde ihr vom IOC die Goldmedaille aberkannt. Das CAS sperrte sie 2017 für vier Jahre. Außerdem wurden alle Ergebnisse von der EM 2010 bis zur WM 2013 gestrichen, darunter EM-Gold 2010, WM-Gold 2011, Olympiagold 2012 und WM-Silber 2013.

## Persönliche Bestzeiten
- 400 m (Halle): 52,05 s, 13. Februar 2010, Moskau
- 800 m
  - Freiluft: 1:55,87 min, 4. September 2011, Daegu
  - Halle: 1:58,10 min, 8. März 2009, Turin
- 1000 m (Halle): 2:34,56 min, 1. Februar 2009, Moskau
- 1500 m
  - Freiluft: 4:10,25 min, 14. Juli 2010, Saransk
  - Halle: 4:08,2 min, 16. Januar 2010, Tscheljabinsk